# Расовий склад США
Расово-етнічний склад США згідно з переписом (англ. Race and ethnicity in the United States Census) — демографічні дані, засновані, за визначенням Бюро перепису населення Сполучених Штатів та Адміністративно-бюджетного управління при Президентові США, на самоідентифікації жителів США, зокрема, чи відносять вони себе до латиноамериканців.
Раси в США є соціально-політичною концепцією, при цьому віднесення себе респондентом до тієї або іншої раси має «в цілому відображати соціальне визначення раси, прийняте в країні». Адміністративно-бюджетне управління визначає расу як поняття, призначене для перепису, а не як наукове або антропологічне, і бере до уваги соціальні і культурні характеристики, а також походження «з використанням належних наукових методів», але не «біологічне чи генетичне по суті».

## Перепис 2000 року

### Раси
Під час перепису 2000 р. питання про расу задавалися інакше, ніж раніше. Найважливішим було те, що респондентам дали можливості вибрати одну або більше расових категорій. Дані показують, що майже 7 млн американців указали, що відносяться до двох і більше рас. Через ці зміни дані перепису 2000 р. не можуть бути безпосередньо порівняні із даними перепису 1990 р. або більш ранніх переписів, і потрібно проявляти обережність у висновках про зміну національно-расового складу США за минулий час.

### Етнічна приналежність
Федеральний уряд США встановив, що «при збиранні та поданні даних федеральні агентства зобов'язані використовувати як мінімум два етнічні позначення: „іспаномовний або латиноамериканець“ або „не іспаномовний або латиноамериканець“». Бюро перепису визначає поняття «іспаномовний або латиноамериканець» як «особа кубинської, мексиканської, пуерто-риканської, південно- чи центральноамериканської або інший іспаномовної культури або походження незалежно від раси».

## Співвідношення між расою і національністю
Бюро перепису (US Census Bureau) попереджає, що расові дані, згідно з Переписом 2000 р., не безпосередньо зіставляються з даними попередніх переписів. Було також відзначено, що багато жителів США не бачать різниці між поняттями «раса» і «етнічне походження».
| Раса                     | Іспанська або латиноамериканська | % of H/L | % of US | Not Hispanic or Latino | % of Not H/L | % of US |
| ------------------------ | -------------------------------- | -------- | ------- | ---------------------- | ------------ | ------- |
| Будь-які раси            | 35,305,818                       | 100      | 12.5    | 246,116,088            | 100          | 87.5    |
| Одна раса:               | 33,081,736                       | 93.7     | 11.8    | 241,513,942            | 98.1         | 85.8    |
| Білі                     | 16,907,852                       | 47.9     | 6.0     | 194,552,774            | 79.1         | 69.1    |
| Чорні або афроамериканці | 710,353                          | 2.0      | 0.3     | 33,947,837             | 13.8         | 12.1    |
| Індіанці або ескімоси    | 407,073                          | 1.2      | 0.1     | 2,068,883              | 0.8          | 0.7     |
| Азіати                   | 119,829                          | 0.3      | <0.1    | 10,123,169             | 4.1          | 3.6     |
| Гавайці або океанійці    | 45,326                           | 0.1      | <0.1    | 353,509                | 0.1          | 0.1     |
| Інші                     | 14,891,303                       | 42.2     | 5.3     | 467,770                | 0.2          | 0.2     |
| 2+ раси:                 | 2,224,082                        | 6.3      | 0.8     | 4,602,146              | 1.9          | 1.6     |
| Інше + W/B/N/A           | 1,859,538                        | 5.3      | 0.7     | 1,302,875              | 0.5          | 0.5     |
| 2+ W/B/N/A               | 364,544                          | 1.0      | 0.1     | 3,299,271              | 1.3          | 1.2     |

## Перепис 2010 року
Перепис 2010 р. передбачає зміни з метою визначити більш чітко іспаномовність як етнічну спільність, а не расову. Можливо, до опитувальника буде додано пропозицію: «Для цілей цього опитування іспаномовне походження не вважається расою». Крім того, категорія «іспаномовний або латиноамериканець» буде перейменована в категорію «іспаномовний, латиноамериканець або іспанського походження».
У результаті того, що дуже великий відсоток іспаномовних респондентів відносив себе до групи «інші раси» (нестандартна категорія), при перепису 2010 р. передбачається вилучити дану категорію.